# Club Ferro Carril Oeste (Handball)
El Club Ferro Carril Oeste es un equipo de balonmano argentino, asociado al club homónimo, que juega sus encuentros como local en el Multideportivo de Ferro. Actualmente disputa la L.H.C., máxima categoría de la Federación Metropolitana de Balonmano (Campeón 1984; 1985, 1986 y 1989). Cabe destacar que fue el primer club en lograr tres títulos consecutivamente en dicho torneo.
También posee un equipo femenino.

## Palmarés
Campeón Metropolitano Masculino
- Metropolitano 1984
- Metropolitano 1985
- Metropolitano 1986
- Metropolitano 1989
- Torneo Apertura 2018

Subcampeón
- Clausura 2009.
- Apertura 2011.
- Clausura 2015.
- Clausura 2016.

Campeón Super 4 masculino
- Super 4 2009.

Campeón Nacional de Clubes
- Nacional 1985.
- Nacional 1986.
- Nacional 1988

Subcampeón Nacional de Clubes
- Nacional (Córdoba; Villa Ballester) 2017.

Metropolitano femenino
Campeón
- Metropolitano 1987.
- Metropolitano 1988.
- Metropolitano 1992.
- Metropolitano 1993.
- Clausura 2002.
- Apertura 2013.
- Apertura 2014.
- Apertura 2015.
- Clausura 2015.
- Apertura 2016.

Subcampeón
- Clausura 2013.
- Apertura 2017.

Tercer lugar
- Apertura 2006.
- Clausura 2006.
- Clausura 2014.
- Clausura 2016.

Campeón Super 4 femenino
- Super 4 2015.
- Super 4 2016.

Campeón Nacional de Clubes
- Nacional 1988.
- Nacional 1992.
- Nacional 1993.
- Nacional 2014.
- Nacional 2015.
- Nacional 2017.

## Plantel
Actualizado el 23 de enero de 2018
Masculino
| No | Nacionalidad         | Jugador             | Selección |
| -- | -------------------- | ------------------- | --------- |
| 2  | Bandera de Argentina | M. Fariña           |           |
| 3  | Bandera de Argentina | Facundo López Sanz  |           |
| 4  | Bandera de Argentina | Marco Arce          |           |
| 5  | Bandera de Argentina | Gonzalo Sardi       |           |
| 6  | Bandera de Argentina | Luciano América     |           |
| 7  | Bandera de Argentina | Manuel Crivelli     |           |
| 9  | Bandera de Argentina | Mariano Bustamante  |           |
| 10 | Bandera de Argentina | Agustín Vacarezza   |           |
| 11 | Bandera de Argentina | Julián López Mon    |           |
| 12 | Bandera de Argentina | Carlos Datsira      |           |
| 15 | Bandera de Argentina | Martín Breuer       |           |
| 14 | Bandera de Argentina | Matias Beorlegui    |           |
| 15 | Bandera de Argentina | Douglas Finkelstein |           |
| 19 | Bandera de Argentina | Mauro Jaureguiberry |           |
| 21 | Bandera de Argentina | Esteban Taurián     |           |
| 24 | Bandera de Argentina | Carlos Arias        |           |
| 32 | Bandera de Argentina | Matías Chedrese     |           |
| 24 | Bandera de Argentina | Francisco Ceccardi  |           |

| Leyenda |
| ------- |

#### Selección Argentina (absoluta)
- Manuel Criveli.[11]

Actualizado el 23 de enero de 2018
Femenino
| No | Nacionalidad         | Jugador                 | Posición          | Selección |
| -- | -------------------- | ----------------------- | ----------------- | --------- |
| 2  | Bandera de Argentina | L. Odesal               | Arquera           |           |
| 3  | Bandera de Argentina | Florencia Ponce de León | Lateral izquierdo |           |
|    |                      |                         |                   |           |
| 5  | Bandera de Argentina | V. Crivelli             | Central           |           |
| 6  | Bandera de Argentina | C. Burgos               | Pivote            |           |
| 7  | Bandera de Argentina | L. Salvadó.             | Extremo izquierdo |           |
| 9  | Bandera de Argentina | R. Ocanto               | Extremo derecho   |           |

| Leyenda |
| ------- |

#### Selección Argentina (absoluta)[13]
- Victoria Crivelli.
- Luciana Salvadó.
- Florencia Ponce de León.